# Umberto Pelizzari

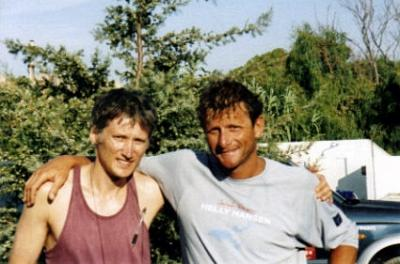
Umberto Pelizzari (rechts) und Tomasz Nitka 2008

Umberto Pelizzari (* 28. August 1965 in Busto Arsizio) ist ein ehemaliger italienischer Apnoetaucher und Weltmeister in verschiedenen Apnoetauchdisziplinen.

## Leben
Umberto Pelizzari lernte als Kind Schwimmen und war ein erfolgreicher Profisportschwimmer. 1984 – im Alter von 19 Jahren – begann er mit dem Apnoetauchen bei einer Körpergröße von 189 cm und einem Körpergewicht von 84 kg. Etwa 1990 war er ein enger Freund von Francisco „Pipin“ Ferreras, Ehemann von Audrey Mestre-Ferreras. Die Geschichte des Tieftauchwettstreits zwischen Pelizzari und Pipin war der Plot für die IMAX-Produktion Ocean Men: Extreme Dive, den Bob Talbot 2001 drehte.
Pelizzari gehörte zu den Gründungsmitgliedern der Association Internationale pour le Développement de l'Apnée, AIDA.
1995 stellte er mit einer Tiefe von 72 Metern einen Weltrekord beim „Tauchen mit konstantem Gewicht“ auf. In der Wertung mit variablem Gewicht bis zu 30 kg in der Disziplin „No Limits“ erreichte er im Folgejahr mit 110 Metern eine neue Bestmarke. In der „No Limits“-Klasse ohne Gewichtsbeschränkung tauchte er im selben Jahr in 3:32 Minuten 131 Meter tief und hielt somit Rekorde in allen Kategorien ohne Atemgerät.
1996 und 2001 war Pelizzari AIDA-Weltmeister mit der italienischen Nationalmannschaft.
2001 beendete Pelizzari seine Apnoe-Karriere.
Pelizzari ist derzeit Professor an der Scuola Normale Superiore di Pisa und Fernsehmoderator.
Er sitzt der Apnea Academy vor und verfasste mit seinem ehemaligen Trainer Stefano Tovaglieri ein auflagenstarkes Handbuch über das Freitauchen.

## Weltrekorde
| Disziplin° | Datum         | Ort                                       | Weltrekorde | AIDA Weltrekorde |
| ---------- | ------------- | ----------------------------------------- | ----------- | ---------------- |
| STA        | 1990          | Italien                                   | 05:33 min   | x                |
| STA        | 1990          | Italien                                   | 06:03 min   | x                |
| CWT        | 1990          | Italien                                   | 65 m        | x                |
| STA        | 1991          | Italien                                   | 07:02 min   | x                |
| CWT        | 1991          | Italien                                   | 67 m        | x                |
| VWT        | 1991          | Italien                                   | 95 m        | x                |
| NLT        | 1991          | Italien                                   | 118 m       | x                |
| CWT        | 1992          | Ustica, Italien                           | 70 m        | x                |
| NLT        | 11. Okt. 1993 | Montecristo, Italien                      | x           | 123 m            |
| VWT        | 24. Juli 1994 | Cala Gonone-Dorgali in Sardinien, Italien | x           | 101 m            |
| VWT        | 22. Juli 1995 | Villasimius in Sardinien, Italien         | x           | 105 m            |
| CWT        | 17. Sep. 1995 | Villasimius in Sardinien, Italien         | x           | 72 m             |
| VWT        | 9. Sep. 1996  | Villasimius in Sardinien, Italien         | x           | 110 m            |
| NLT        | 16. Sep. 1996 | Villasimius in Sardinien, Italien         | x           | 131 m            |
| CWT        | 13. Sep. 1997 | Porto Venere in Liguria, Italien          | x           | 75 m             |
| VWT        | 20. Sep. 1997 | Italien                                   | x           | 115 m            |
| CWT        | 18. Okt. 1999 | Italien                                   | x           | 80 m             |
| NLT        | 14. Okt. 1999 | Italien                                   | x           | 150 m            |

°Disziplin:

CWT = Constant Weight (Tieftauchen mit konstantem Gewicht)

NLT = No Limit (Tieftauchen mit unbegrenztem Gewicht)

STA = Static Apnea (Zeittauchen)

VWT = Variable Weight (Tieftauchen mit variablem Gewicht)